# 条裂铁线蕨
条裂铁线蕨（学名：Adiantum capillus-veneris f. dissectum）为铁线蕨科铁线蕨属铁线蕨下的一个变型。